# Weekapaug, Rhode Island
Weekapaug, Rhode Island (енгл. Weekapaug) насељено је место без административног статуса у америчкој савезној држави Роуд Ајланд.

## Демографија
По попису из 2010. године број становника је 425.
| Група             | 2000.    | 2010.       |
| Белци             | 0 (0,0%) | 406 (95,5%) |
| Афроамериканци    | 0 (0,0%) | 2 (0,5%)    |
| Азијати           | 0 (0,0%) | 0 (0,0%)    |
| Хиспаноамериканци | 0 (0,0%) | 4 (0,9%)    |
| Укупно            | 0        | 425         |